# パトリック・ペレグリーニ
パトリック・ペレグリーニ（Patrick Pellegrini、1998年9月28日 - ）は、スーパーラグビー・パシフィック、モアナ・パシフィカに所属するラグビー選手。

## プロフィール
- オーストラリア・シドニー出身[1]。
- ポジションはスタンドオフ(SO)。
- 身長 170cm、体重 80kg
- トンガ代表キャップ数は12(2025年1月現在）でラグビーワールドカップ2023のトンガ代表に選ばれた[2]。

## 略歴
セブノークスRFC、ウェストハーバー、コヴェントリーRFCを経て、2025年、モアナ・パシフィカに加入。